# اينار كريستيانسن (متزحلق نوردي مزدوج)
اينار كريستيانسن (بالنرويجية البوكمول: Einar Kristiansen)‏ هو متزحلق نوردي مزدوج نرويجي، ولد في 18 يونيو 1882 في باروم في النرويج، وتوفي في 1965.